# Oophaga pumilio
La rana flecha roja y azul, rana flecha venenosa, rana venenosa de la fresa, rana dardo venenosa de la fresa o rana flecha venenosa roja y azul (Oophaga pumilio, designada anteriormente como Dendrobates pumilio) es una especie de rana veneno de dardo, distribuida por la vertiente caribeña desde el este de Nicaragua, Costa Rica y hasta el oeste de Panamá (incluyendo algunas islas del archipiélago de Bocas del Toro).

## Descripción
Es una especie altamente polimórfica, o sea que posee una gran variedad de coloraciones. En la región de Provincia de Bocas del Toro, en Panamá que encontramos una gran variedad de coloraciones, mientras que en Costa Rica prevalece la coloración roja con manchas negras, pero en el extremo sur de Costa Rica presentan un único color que puede ser rojo, naranja o beige. Aunque tengan un color llamativo son muy venenosas; y cuando llegan a una situación de peligro, ellas sueltan su líquido que contrae veneno, que podría llevar a una muerte instantánea. 
Su coloración aposemática es muy llamativa, lo cual advierte a los posibles depredadores que dicha rana contiene un potente veneno neurotóxico (especialmente pumiliotoxinas) en la piel. En 30 años de investigación se han registrado en esta especie más de 230 alcaloides de 21 diferentes clases estructurales. El veneno de estas ranas es tomado de los insectos que consume, principalmente de hormigas de los géneros Brachymyrmex y Paratrechina y garrapatas de suelo de la familia Oribatidae. Si se le alimenta en cautiverio sólo con moscas de la fruta (Drosophila melanogaster) dejan de portar veneno en la piel (John Daly comunicación personal).

## Reproducción
Como todo anuro, la rana flecha roja y azul presenta metamorfosis. Dentro del género Oophaga no se da el amplexo en ninguna de las especies del grupo O. histrionicus. El macho transporta los renacuajos hasta un cúmulo de agua ubicado en la axila de una hoja o en bromelias y regresa diariamente para alimentarlos, el macho atrae a la hembra para que deposite huevos infertiles para que los renacuajos se alimenten. Los renacuajos son oófagos obligatorios, y piden comida a la madre vibrando su cuerpo y presionando con sus cabezas el área de la cloaca de ésta, con el fin de estimularla a que oviposite.